# Kasper Sternberg
Kasper Sternberg Sjelle (født 26. februar 1989) er en dansk bordtennisspiller, der spiller i Københavns Bordtennisklub. Sammen med Jonathan Groth vandt han ved EM i 2010 meget overraskende sølv i herredouble.
Kasper Sternberg vandt i 2006 bronze i herredouble sammen med Mikkel Hindersson ved ungdoms-EM, og parret blev efterfølgende indstillet til Årets fund-prisen samme år. I 2008 blev han dansk mester i herredouble sammen med veteranen Allan Bendtsen, og samme år var han med på holdet for Eslöv, der blev svensk klubmester.